# 커 계량
커 계량(Kerr計量, 영어: Kerr metric)은 회전하는 블랙홀을 나타내는, 아인슈타인 방정식의 해다. 더 일반적인 커-뉴먼 계량의 전하를 띠지 않는 경우다.
커 블랙홀의 사건 지평선의 바깥쪽에는 회전의 영향으로 인해 작용권이라는 공간이 형성된다. 작용권보다 먼 곳에 있는 관찰자의 시점에서 보면 작용권의 표면에서는 광자가 회전의 역방향으로 방사되어 한 점에 머무르는 것처럼 보이지만, 작용권의 안쪽에서 회전의 반대 방향으로 방사되는 광자는 회전의 순방향으로 끌려가는 것으로 보인다. 중심의 특이점은 고리 모양이다.

## 정의
편의상 {\displaystyle c=1}로 놓자. 질량이 {\displaystyle M=r_{\text{S}}/2G}, 각운동량이 {\displaystyle J=\alpha M}인 커 계량은 보이어-린드퀴스트 좌표계(영어: Boyer–Lindquist coordinates)에서 다음과 같다.
{\displaystyle d\tau ^{2}=-\left(1-{\frac {r_{\text{S}}r}{\rho ^{2}}}\right)dt^{2}+{\frac {\rho ^{2}}{\Delta }}dr^{2}+\rho ^{2}d\theta ^{2}+\left(r^{2}+\alpha ^{2}+{\frac {r_{\text{S}}r\alpha ^{2}}{\rho ^{2}}}\sin ^{2}\theta \right)\sin ^{2}\theta \,d\phi ^{2}+{\frac {2r_{\text{S}}r\alpha \sin ^{2}\theta }{\rho ^{2}}}\,dt\,d\phi }
여기서 {\displaystyle r,\theta ,\phi }는 구면좌표계, {\displaystyle t}는 시간, 그리고 나머지 기호는 다음과 같다.
{\displaystyle \rho ^{2}=r^{2}+\alpha ^{2}\cos ^{2}\theta }
{\displaystyle \Delta =r^{2}-r_{\text{S}}r+\alpha ^{2}}.

## 성질
커 계량은 대수적으로 특별하며, 페트로프 분류의 D형에 속한다. 커 계량은 두 개의 선형독립 킬링 벡터장을 가지며, 이는 보이어-린드퀴스트 좌표계에서 다음과 같다.
{\displaystyle {\frac {\partial }{\partial t}}}
{\displaystyle {\frac {\partial }{\partial \phi }}}
이들은 각각 시간 변화 및 블랙홀 회전축에 대한 회전을 나타낸다.

## 구조
커 계량은  밖부터 안으로의 순서로, 다음과 같은 일련의 구조들을 가진다.
- 작용권
- 사건 지평선
- 코시 지평선
- 시간꼴 폐곡선
- 고리 모양의 특이점

### 작용권과 틀 끌림
지평선 밖에는 작용권이라는 지역이 존재한다. 작용권의 안쪽 경계는 사건 지평선이며, 작용권의 바깥 경계는 다음과 같다.
{\displaystyle r_{\text{erg}}(\theta )={\frac {r_{\text{S}}+{\sqrt {r_{\text{S}}^{2}-4\alpha ^{2}\cos ^{2}\theta }}}{2}}}
작용권의 바깥 경계는
{\displaystyle g_{tt}(r,\theta )=0}
의 해로 얻어진다.
작용권 안의 입자는 블랙홀의 회전 방향을 따라서 회전하여야 한다. 이러한 효과를 틀 끌림이라고 한다. 그러나 작용권의 바깥 경계는 사건 지평선이 아니며, 적절한 에너지를 주면 입자는 작용권에서 빠져나올 수 있다. 이 경우, 특수한 경우엔 입자가 탈출할 때 처음에 가졌던 에너지보다 더 많은 에너지를 지니고 탈출할 수 있다. 이를 이용하여 커 블랙홀로부터 에너지를 뽑을 수 있으며, 이러한 과정을 펜로즈 과정(영어: Penrose process)이라고 한다.

### 사건 지평선
커 블랙홀의 사건 지평선은 다음과 같다.
{\displaystyle r_{\text{hor}}={\frac {r_{\text{S}}+{\sqrt {r_{\text{S}}^{2}-4\alpha ^{2}}}}{2}}}
이는
{\displaystyle g_{rr}=\infty }
의 두 해 가운데 더 큰 값이다. (다른 해는 코시 지평선이다.)
사건 지평선은 블랙홀의 경계로 여겨진다. 사건 지평선을 통과하여 블랙홀 속으로 들어간 물체는 다시 블랙홀 밖으로 나올 수 없다.
커 계량에서 특이점 주위에 사건 지평선이 존재하려면
{\displaystyle {\frac {GM^{2}}{c}}\geq J}
이어야만 한다. 이 부등식이 포화되는 경우를 극대 블랙홀이라고 한다. 부등식이 성립하지 않는 경우 커 계량은 벌거숭이 특이점이 되고, 우주 검열 가설에 따라서 실재하지 않는다고 추측된다.
관측된 블랙홀들 가운데, GRS 1915+105는 극대 커 블랙홀에 가까운 것으로 추측된다.

### 코시 지평선과 특이점
커 블랙홀의 코시 지평선은 다음과 같다.
{\displaystyle r_{\text{Cauchy}}={\frac {r_{\text{S}}-{\sqrt {r_{\text{S}}^{2}-4\alpha ^{2}}}}{2}}}
이는
{\displaystyle g_{rr}=\infty }
의 두 해 가운데 더 작은 값이다. (다른 해는 사건 지평선이다.) 코시 지평선은 일반적으로 불안정하므로, 이는 실재 블랙홀에서는 존재하지 않을 것으로 추정된다. 코시 지평선 이내에는 초기 조건 문제가 더 이상 성립하지 못해, 추가 정보 없이는 그 이내에서 일어나는 현상들을 예측할 수 없다.
커 계량의 특이점은
{\displaystyle (r,\theta )=(0,\pi /2)}
{\displaystyle 0\leq \phi <2\pi }
에 위치하며, 고리 모양이다.

## 고차원 커 계량
커 계량을 고차원으로 일반화하면, 마이어스-페리 계량(영어: Myers–Perry metric)이라는 계량들을 얻는다.

## 역사
뉴질랜드의 수학자 로이 커가 1963년에 발견하였다.

## 같이 보기
- 일반 상대성 이론
- 아인슈타인 방정식
- 블랙홀
- 슈바르츠실트 계량
- 슈바르츠실트 블랙홀
- 커 블랙홀
- 커-뉴먼 계량
- 털없음 정리
- 우주 검열 가설
- 블랙홀 열역학